# Městská autobusová doprava v Berouně a v Králově Dvoře

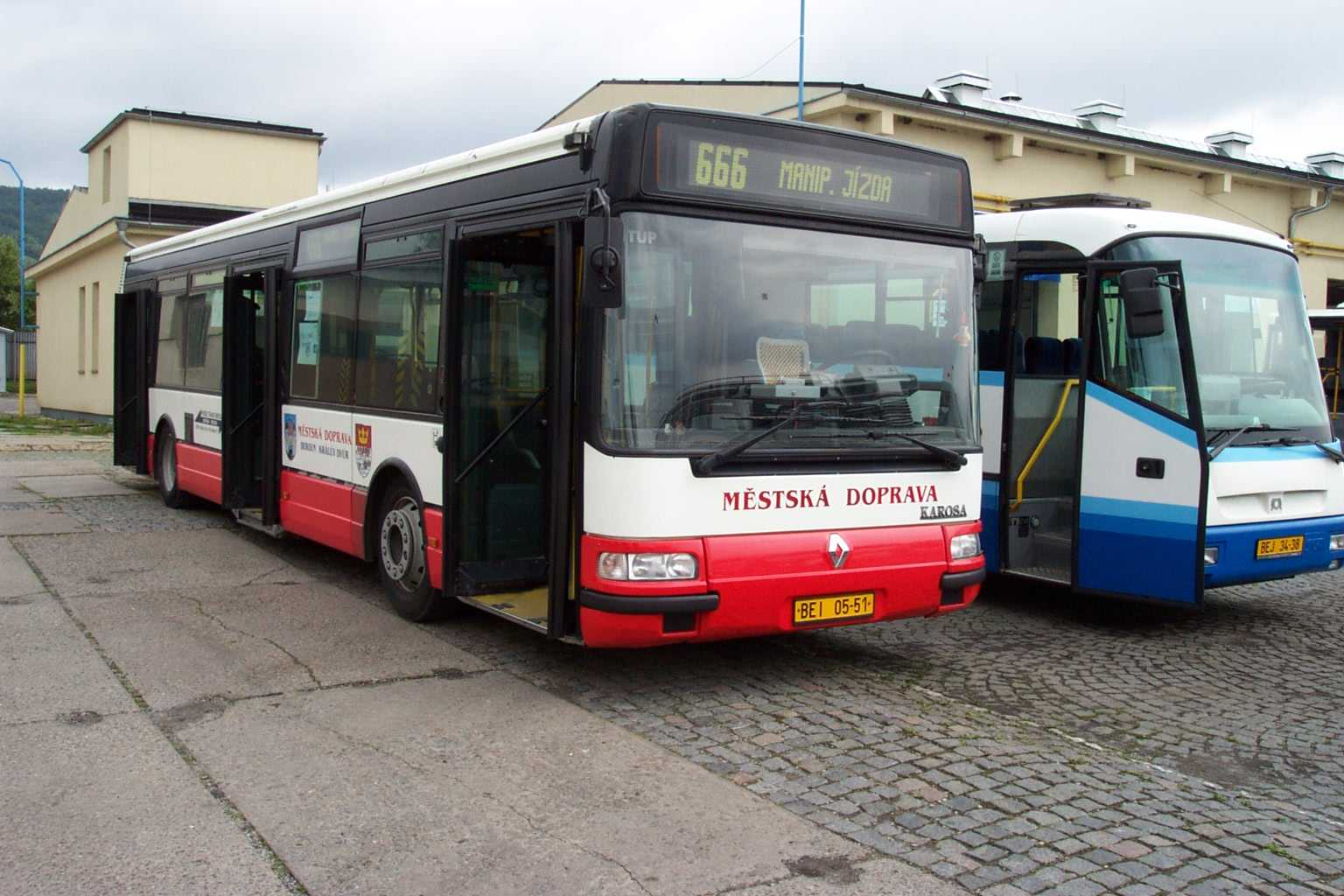
Nízkopodlažní autobus Irisbus Citybus, za ním linkový SOR C 9,5

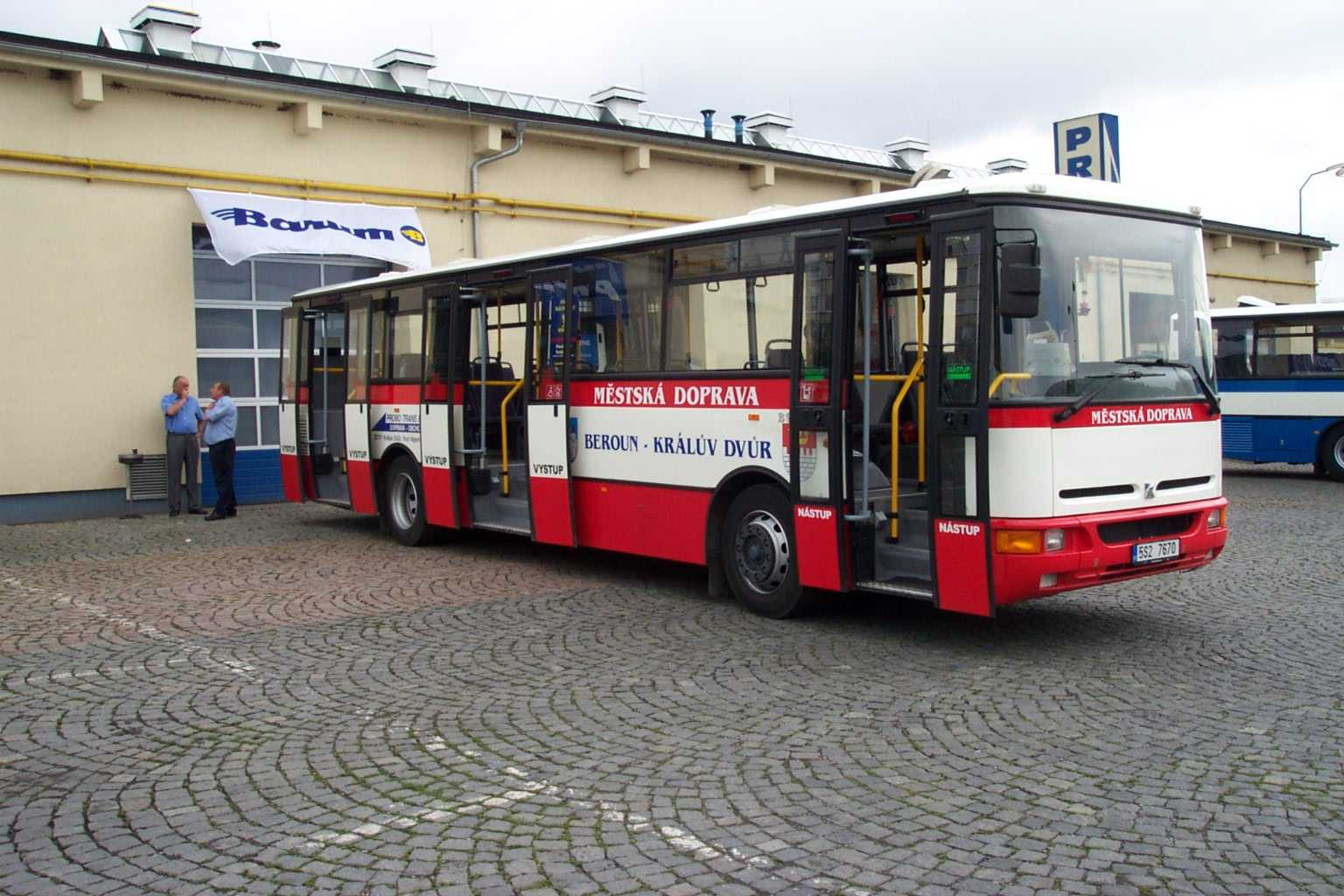
Nový městský autobus Karosa B 952

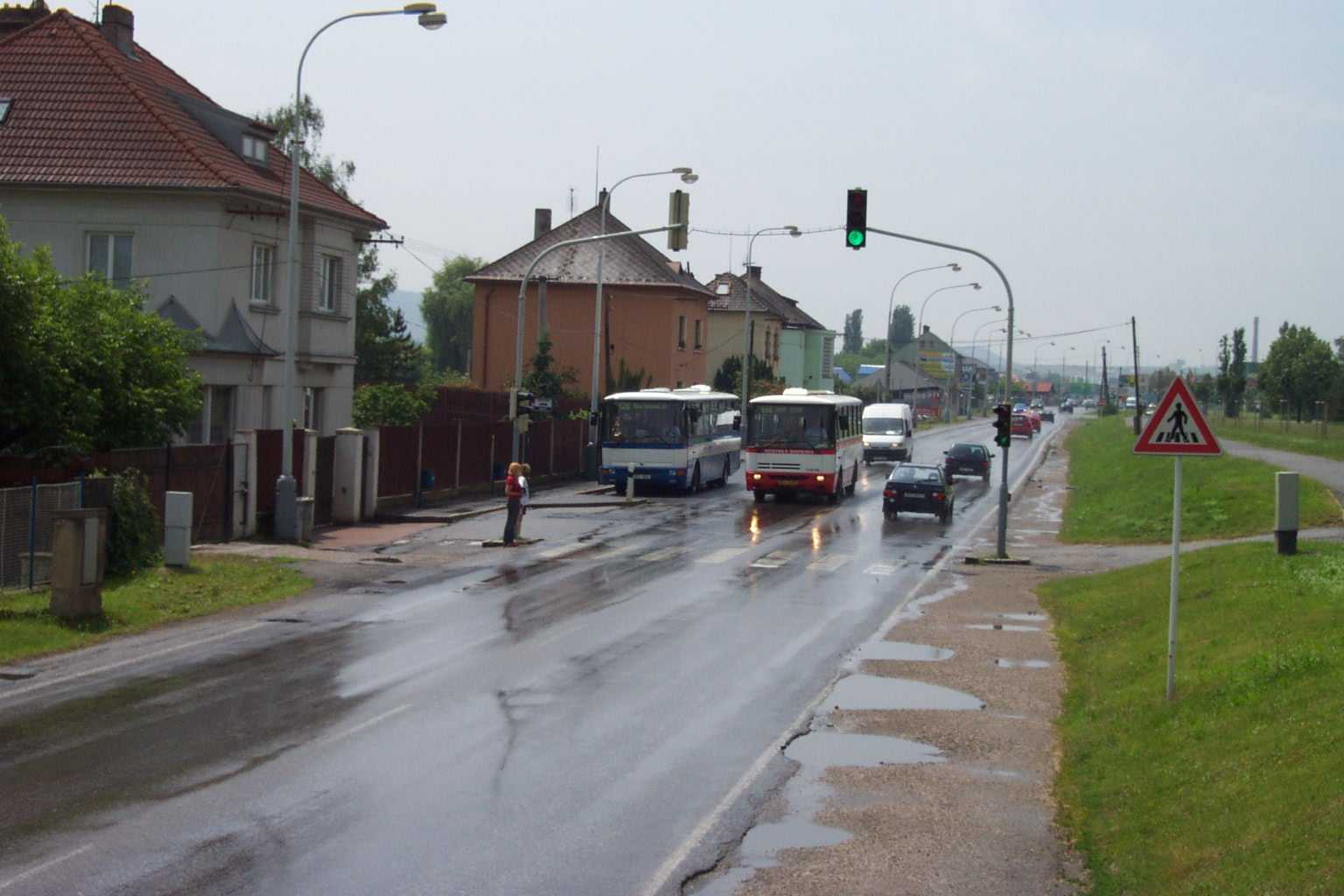
Dva z berounských autobusů v provozu

Ve městech Beroun a Králův Dvůr (které v letech 1980–1990 bylo součástí Berouna) byla v provozu společná síť městské autobusové dopravy, která zasahovala i do obcí Hýskov a Nižbor. Do 13. prosince 2020 byly v provozu čtyři linky, jejichž zkrácené označení, používané na vozidlech a zastávkách, bylo tvořeno písmeny, což bylo v rámci české MHD poměrně vzácné a v nesouladu s některými právními předpisy.
V prosinci 2020 se Berounsko stalo součástí systému Pražské integrované dopravy (PID), začal zde platit pásmový a časový tarif, jízdenky PID a karta Lítačka. Linky berounsko-královodvorské MHD byly zrušeny a nahrazeny příměstskými autobusovými linkami PID.

## Historický vývoj
Beroun sám o sobě není velké či rozlehlé město, vytváří však větší aglomeraci společně s nedalekým Královým Dvorem (s ním také v letech 1980 až 1990 tvořil jeden celek). Do počátku 90. let zajišťoval městskou dopravu krajský, později okresní podnik ČSAD. Ještě v letech 1991/1992 a 1992/1993 bylo pod celostátním číslem 12820 vedeno 10 linek městské dopravy Berouna a Králova Dvora (linky 1 až 10). Koncem období ČSAD byla MHD zajištěna šesti linkami označenými čísly 1 – 6. 
V 90. letech provozoval berounskou MHD dopravce Zdeněk Fedorka – FEDOS a zavedl označování svých městských i meziměstských linek písmeny. V této době bylo do systému integrováno i město Zdice. 
Meziměstské linky obou dopravců ve směru Zdice – Praha měly písmenné značení až do 10. prosince 2006, přičemž v posledních letech na nich bylo zakázáno přepravovat místní frekvenci v obvodu MHD Beroun. Označení Z (210302) a P (210301) měly linky Zdice – Praha firmy FEDOS, přičemž linka Z končila na Zličíně; obě linky postupně ukončily provoz koncem roku 2006. Označení K měla linka Zdice – Praha firmy Probo Trans Beroun, která původně končila na Smíchově na Knížecí, později na Nových Butovicích (od prosince 2006 v SID jako linka C19). 
Od 1. ledna 2001 provozovala městskou dopravu společnost PROBO TRANS BEROUN spol. s r. o. vzniklá transformací z původního berounského podniku ČSAD. PROBO TRANS setrval u písmenného označování linek, městské linky byly značené písmeny A, B, C a H. Licenční čísla městských linek byla 215001 až 215004, hypotetické označení v rámci SID bylo C1 až C4. Linka H (215004, písmeno podle místní části Hostím) byla zároveň prodloužením linky 384 Pražské integrované dopravy. Linka B byla od 11. října 2009 přečíslována z „městského“ licenčního čísla 215002 na 210002. 
Postupně začaly přibývat do vozového parku různé nové autobusy, například Citybusy 12M, a později také Karosy B 952. Dalšími přírůstky, které šlo spatřit v ulicích města, byly autobusy typů SOR B 9,5 a SOR B 10,5. Vozidla byla opatřena bílo-červeným nátěrem s logem dopravce.
Od 1. ledna roku 1996 do Berouna zasahovala i Pražská integrovaná doprava, nejprve jen železnice, později se objevily i autobusové linky PID.
Od 1. května 2009 přešlo provozování dopravy z PROBO TRANS BEROUN s. r. o. na PROBO BUS a. s., provozu a cestujících se změna prakticky nedotkla. 

## Charakter sítě
Městská doprava zde obsluhovala celé město podlouhlého tvaru, včetně okolních sídel či obcí Králův Dvůr, Popovice, Počaply, Jarov, Hostim, Svatý Jan pod Skalou, Zdejcina, Žloukovice a Nižbor. Důležitým přestupním uzlem pak bylo autobusové stanoviště v těsné blízkosti železniční stanice Beroun. Garáže se nacházely nedaleko Králova Dvora.
Autobusovou síť tvořily podle údajů z první poloviny roku 2006 čtyři linky, na ně bylo nasazováno celkem 10 autobusů (v roce 2008 uvádí dopravce 9 autobusů). Ty ujely ročně dohromady okolo 600 000 km a svezly průměrně kolem 1,5 milionů cestujících.
Od 1. ledna 2005 byla berounská síť městských linek integrována s ostatními linkami dopravce PROBO TRANS BEROUN, spol. s r. o. do systému Integrované dopravy Berounska (IDB), která byla součástí systému SID.